# Microcosmus psammiferus
Microcosmus psammiferus is een zakpijpensoort uit de familie van de Pyuridae. De wetenschappelijke naam van de soort is voor het eerst geldig gepubliceerd in 2001 door Monniot, Monniot, Griffiths & Schleyer.